# Osati kozliček
Osati kozliček (znanstveno ime Clytus arietis) je vrsta kozličkov iz rodu Clytus, ki uporablja mimikrijo, da se izogne plenilcem. 

## Opis
Osati kozliček je na prvi pogled podoben osi, v dolžino pa odrasle živali dosežejo med 9 in 18 mm. Je dober letalec, ki med majem in julijem leta s cveta na cvet med iskanjem medičine in cvetnega prahu, ki sta njegova osnovna prehrana. Ličinke živijo v razpadajočem lesu. 